# 迎陞
迎陞（？—？），字允階，瑚錫哈哩氏，荆州驻防满洲正红旗人，晚清政治人物。
光绪十四年（1888年）戊子科繙译举人，十八年（1892年）壬辰科繙译进士。钦点翰林院庶吉士，后官至盛京户部主事等职。
叔父春慶，光绪六年庚辰科繙译进士。